# Cordulegaster
Cordulegaster és un gènere d'odonats anisòpters de la família Cordulegastridae coneguts com a passabarrancs.

## Descripció
Aquest gènere inclou grans libèl·lules. El seu tòrax i l'abdomen són de colors foscos marcats amb ratlles grogues. Els ulls són de color blau verd o verd fosc.

## Llista de les espècies presents a Catalunya[2]
- Passabarrancs bidentat (Cordulegaster bidentata)
- Passabarrancs comú (Cordulegaster boltonii)

## Llista completa d'espècies[3]
- Cordulegaster algerica Morton, 1916
- Cordulegaster annandalei (Fraser, 1923)
- Cordulegaster bidentata Selys, 1843
- Cordulegaster bilineata (Carle, 1983)
- Cordulegaster boltonii (Donovan, 1807)
- Cordulegaster brevistigma Selys, 1854
- Cordulegaster diadema Selys, 1868
- Cordulegaster diastatops (Selys, 1854)
- Cordulegaster dorsalis Hagen En Selys, 1858
- Cordulegaster erronea Selys, 1878
- Cordulegaster godmani McLachlan, 1878
- Cordulegaster heros Theischinger, 1979
- Cordulegaster jinensis Zhu & Han, 1992
- Cordulegaster maculata Selys, 1854
- Cordulegaster magnifica Bartenev, 1930
- Cordulegaster mzymtae Bartenev, 1929
- Cordulegaster obliqua (Diu, 1840)
- Cordulegaster orientalis Van Pelt, 1994
- Cordulegaster parvistigma (Selys, 1873)
- Cordulegaster picta Selys, 1854
- Cordulegaster princeps Morton, 1916
- Cordulegaster sarracenia Abbott & Hibbitts, 2011
- Cordulegaster sayi Selys, 1854
- Cordulegaster talaria Tennessen, 2004
- Cordulegaster trinacriae Waterston, 1976
- Cordulegaster vanbrinkae Lohmann, 1993

## Galeria

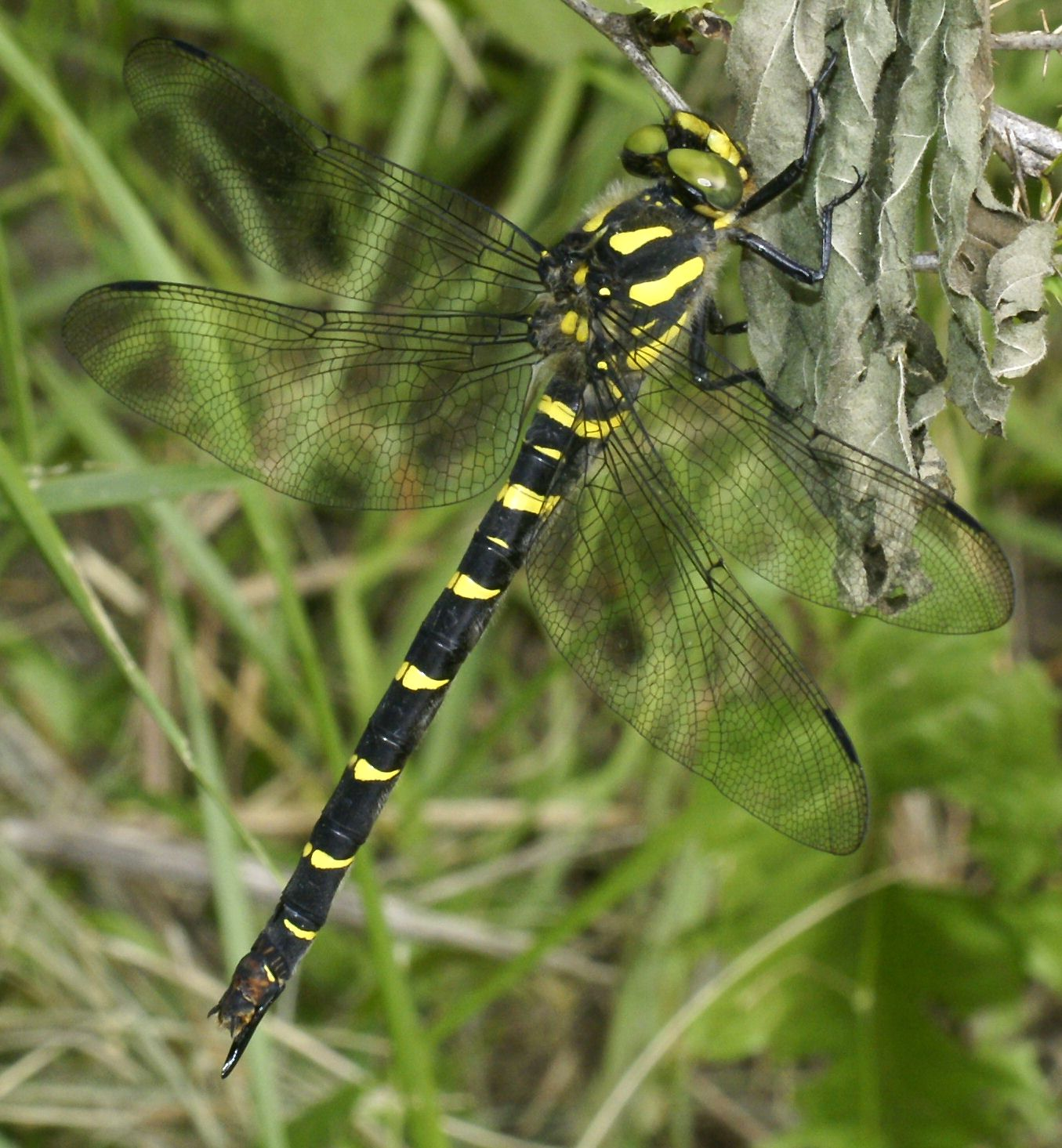
Cordulegaster bidentata
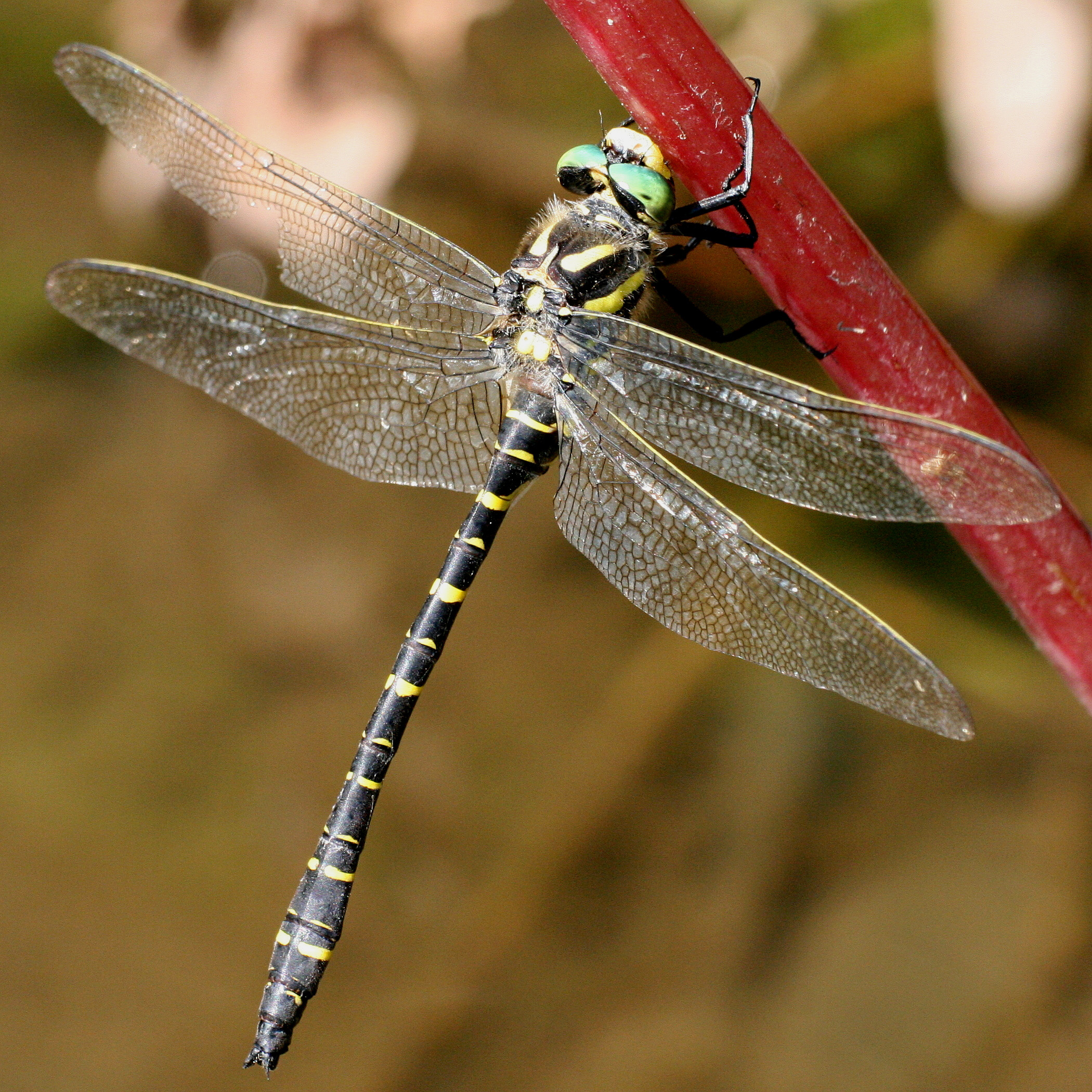
Cordulegaster boltonii